# Куй (река)
Куй (в верховье Большой Куй) — река в Балаганском районе Иркутской области России.
Длина — 48 км (без Большого Куя — 19 км). Начинается при слиянии рек Ледяная и Ключ-Холдоб. Устье — Братское водохранилище.
Долина реки покрыта лесами, в основном берёзой, лиственницей, елью и осиной.
На реке Куй нет жилых населённых пунктов. Ранее на левом берегу у устья располагалось село Горный Куй.

## Притоки (км от устья)
- река Арта (пр)[3]
- река Большая Молька (лв)[5]
- 18 км: ручьи руч. Малая Молька (лв)[2]
- 19 км: река Малый Куй (лв)[2]
- 34 км: река Стеклянка (пр)[2]
- река Каменная (пр)[3]
- 40 км: река Большая Марихта (лв)[3][2]
- 42 км: река Марихта[2]
- ручей Каменной (пр)[3]
- ручей Савин (пр)[3]
- ручей Большой (пр)[3]
- 48 км: река Берёзовая (лв)[2]
- 48 км: река Ледяная (лв)[3]
- 48 км: река Ключ-Холдоб (пр)[3]